# Koziatyn I
Koziatyn I (ukr: Станція Козятин I) – stacja kolejowa w miejscowości Koziatyn, w obwodzie winnickim, na Ukrainie. Jest częścią Kolei Południowo-Zachodniej. Znajduje się na liniach Fastów I – Koziatyn I, Koziatyn I – Żmerynka, Koziatyn I – Szepetówka, Pohrebyszcze I – Koziatyn I.

## Linie kolejowe
- Fastów I – Koziatyn I
- Koziatyn I – Żmerynka
- Koziatyn I – Szepetówka
- Pohrebyszcze I – Koziatyn I